# Mallero
Il Mallero (in valtellinese Maller) è un torrente della Provincia di Sondrio.

## Descrizione
Nasce per convenzione dal Monte del Forno, forma la Valmalenco e confluisce da destra nel fiume Adda dopo aver attraversato Sondrio. Attraversa inoltre i comuni di Chiesa in Valmalenco, Torre di Santa Maria e Spriana. 
Si origina in effetti da quattro bracci distinti che si uniscono in località Forbesina, presso l'abitato di Chiareggio, tre di origine glaciale (ghiacciaio del Ventina, vedrette del Monte Disgrazia e della Val Siisone e ghiacciai dei Monti Vazzeda e del Forno) e uno di origine sorgiva (Val Muretto).

## Storia
Negli anni 1920, una piena del Mallero causò la distruzione di un muraglione a Sondrio. Rilevante fu anche quanto avvenne durante l'alluvione della Valtellina del 1987, quando il torrente stravolse il proprio corso in alta Valmalenco (ramo di Chiareggio) e fu vicino al punto di straripamento a Sondrio.